# Моя дорогая Исабель
«Моя дорогая Исабель» (исп. Mi querida Isabel) — мексиканский 98-серийный телесериал 1996 года производства киностудии Televisa.

## Краткое содержание
Юная девушка Исабель учится на юридическом факультете и с успехом оканчивает его, становится известным мексиканским адвокатом. Она знакомится с молодым архитектором Луисом Даниэлем, богачом по родословной. Они без памяти влюбляются друг в друга и любят друг друга на протяжении всей истории.
Неродная мать Луиса Даниэля донья Клара — женщина властная и злобная. После убийства её мужа донья Клара возненавидела всех вокруг, в том числе и своего приёмного сына Луиса Даниэля. Узнав, что Луис Даниэль без памяти влюбился в Исабель, строит влюблённым всяческие козни, чтобы разлучить их, но любовь влюблённых крепнет ещё сильнее. Тогда донья Клара решается обвинить Луиса Даниэля в убийстве собственного отца. Луис Даниэль попадает в тюрьму, а его возлюбленная Исабель становится его адвокатом и делает всё, чтобы вызволить своего возлюбленного из тюрьмы. Исабель выигрывает дело: Луиса Даниэля отпускают, а донья Клара признаётся в убийстве своего собственного супруга и отправляется в тюрьму отбывать длительный срок наказания. Луис Даниэль и Исабель отмечают свадьбу.

## Создатели сериала

### Исполнители ролей
- Карла Альварес…. Исабель Ривас
- Эрнесто Лагуардия…. Хуан Даниэль Маркес Рикельме
- Жаклин Андере…. донья Клара Рикельме Маркес
- Хосе Элиас Морено…. Мануэль
- Хорхе Салинас…. Алехандро
- Нурия Багес…. Саграрио
- Роберто Бальестерос…. Федерико
- Роберто Бландон…. Оскар
- Карлос Брачо…. Бернардо
- Сильвия Каос…. Мигелина
- Дасия Гонсалес…. Лупе
- Эдуардо Линьян…. Уго дель Рес
- Мария Марин…. Ирма
- Патрисия Мартинес…. Аманда
- Хуан Фелипе Пресиадо…. Риверо
- Эдуардо Норьега…. Эрнесто
- Ядира Сантана…. Алейда
- Дасия Алькарас…. Хулия
- Сильвия Кампос…. Мари
- Марио Карбальидо…. Рафаэль
- Луис Гатика…. Рикардо
- Рафаэль Инклан…. Панталеон
- Эрнесто Годой…. Фелипе
- Маурисио Ислас…. Маркос Ривас
- Мерседес Мольто…. Эухения
- Рене Варси…. Адела Маркес Рикельме
- Абрахам Рамос…. Роландо
- Арчи Лафранко…. Доктор Карлос
- Карлос Пениче…. Месала
- Хулио Маннино…. Хорхе
- Густаво Рохо…. Хоакин
- Габриэль Сото…. Хуан
- Марикрус Нахера…. Хесусита
- Альфонсо Итурральде…. Эрнесто
- Исмаэль Ларумбе…. Педро
- Гильермо Агилар…. эпизод
- Рауль Падилья «Чофоро»…. эпизод
- Лупе Васкес…. эпизод
- Полли…. эпизод
- Рикардо Вера…. эпизод
- Мартин Барраха…. эпизод
- Рауль Кастелланос…. эпизод
- Кармен Родригес…. эпизод
- Лус Елена Гонсалес…. секретарь
- Рената Флорес…. Эндолина

### Административная группа
Сценаристы:
- оригинальный текст — Марисса Гарридо
- сценарий — Рикардо Фиаллего
- телевизионная версия — Рене Муньос

Режиссёры:
- кинорежиссёр — Антулио Хименес Понс

Операторы:
- кинооператоры: Херман Паредес, Херардо Эрнандес

Музыка:
- композитор — Хосе Рамон Флорес
- вокальные партии — группа Кайро
- саундтрек — My querida Isabel

Администраторы:
- арт — директор — Хуан Хосе Урбини
- художественный дизайнер — Майк Салас
- костюмеры — Ноэми Энрикес, Фернанда Сантиэстебан
- редактор — Альберто Родригес
- ассоциированный продюсер — Мария де Хесус Арельяно
- исполнительный продюсер — Анхельи Несма Медина

## Дубляж сериала нарусский язык
- На русский язык сериал переведён и озвучен телекомпанией ТВЦ в 2000 году.

## Награды и премии

### TVyNovelas(1998)
- Лучшая актриса — Жаклин Андере — донья Клара — ПОБЕДА.
- Лучшее женское откровение — Карла Альварес — Исабель — проигрыш.
- Лучшая молодая актриса — Мерседес Мольто — Эухения — проигрыш.